# Томи Костадинов
Томи Костадинов Костадинов е български футболист, състезател на гръцкия тредовизионен Пантирайкос (Санторини). Играе предимно като вътрешен халф, но може да се изявява еднакво добре и по фланговете на атаката.

## Кариера
Костадинов е юноша на ЦСКА (София), преминал през всички детски и младежки формации. През 2009 година е преостъпен на Бдин (Видин), но през 2010 година отново се завръща в ЦСКА. От лятото на 2011 година е преотстъпен на Чавдар (Етрополе), за които отбелязва 8 гола в 13 срещи.
В края на годината от ЦСКА не му прудлагат нов договор и Томи подписва за 3,5 години с шампиона Литекс (Ловеч).  Не успява да се наложи в Литекс и през лятото на 2013 г. разтрогва с клуба по взаимно съгласие.. През 2015 се завръща в ЦСКА (София).